# Nino Salukvadze
Nino Salukvadze (in georgiano ნინო სალუქვაძე?, in russo Нино Вахтанговна Салуквадзе?, Nino Vachtangovna Salukvadze; Tbilisi, 1º febbraio 1969) è un'ex tiratrice a segno georgiana, fino al 1991 sovietica.
Detiene il primato femminile di partecipazioni ai Giochi olimpici, avendo partecipato a 10 edizioni consecutive, da Seul 1988 a Parigi 2024.

## Palmarès

### Olimpiadi
- 3 medaglie:
  - 1 oro (Seul 1988 nella pistola 25 metri[2])
  - 1 argento (Seul 1988 nella pistola 10 metri aria compressa[2])
  - 1 bronzo (Pechino 2008 nella pistola 10 metri aria compressa[3])